# Prix Gabriele-Münter
Le prix Gabriele Münter est un prix artistique qui porte le nom de la peintre Gabriele Münter. Il est considéré comme le prix le plus prestigieux décerné aux artistes visuels en Allemagne.  Il est le premier prix d'art européen pour les artistes visuels âgés de plus de quarante ans. 

## Description
Le prix est décerné par le Ministère fédéral de la famille, des personnes âgées, des femmes et de la jeunesse en coopération avec l' Association fédérale des artistes visuels , le GEDOK et le Women's Museum de Bonn.  Le prix est doté de 20 000 euros et d'une exposition collective.au musée de la femme de Bonn, ou au Martin-Gropius-Bau à Berlin, ou à l'Académie des arts de Berlin. 
Il est le premier prix d'art européen pour les artistes visuels professionnels de plus de quarante ans. Ce critère d'âge a été choisie parce que les femmes de cette génération sont nettement sous-représentées dans les prix importants. 
En 2012, la ministre Kristina Schröder, a tout d'abord gelé la subvention, puis l'a annulée,,. Le prix est généralement attribué tous les trois ans. 

## Lauréates
- 1994, Thea Richter et Gudrun Wassermann (deux artistes de l'installation)
- 1997, Valie Export (artiste multimédia)
- 2000, Rune Mields (peintre)
- 2004, Cornelia Schleime (en) (peintre)
- 2004, Ulrike Rosenbach (performeuse)
- 2007, Leni Hoffmann (de) (artiste de l'installation)
- 2010, Christiane Möbus (sculptrice)
- 2017, Beate Passow (de) (installation politique, artiste de la photo et du collage)[1]